# منطقه حفاظت‌شده چاچونا
منطقه حفاظت‌شده چاچونا (به لاتین: Chachuna Managed Reserve) یک منطقه حفاظت‌شده در گرجستان است که در ددوپلیس تسقارو واقع شده‌است.